# Albanie au Concours Eurovision de la chanson 2014
L'Albanie a participé au Concours Eurovision de la chanson 2014 à Copenhague, au Danemark.

## Processus de sélection
L'Albanie a annoncé sa participation au concours le 15 juillet 2013.
Comme tous les ans, c'est par le biais du Festivali I Këngës que seront choisis l'interprète et la chanson qui représenteront l'Albanie au Concours Eurovision de la chanson.
La présélection voit le retour de Luiz Ejlli et Frederik Ndoci, qui ont représenté l'Albanie respectivement en 2006 et en 2007. Toutes les chansons sont en albanais.
La gagnante est Herciana Matmuja, dite Hersi, avec la chanson Zemërimi i një nate. Elle est rebaptisée One night's anger, en anglais, pour le concours.

### Calendrier
La sélection s'opérera par deux demi-finale et une finale. À chaque demi-finale, les candidats chanteront leur chanson plus une autre en duo ayant déjà participé au Festivali I Këngës les années précédentes.
| Date             | Manche               |
| ---------------- | -------------------- |
| 26 décembre 2013 | Première demi-finale |
| 27 décembre 2013 | Deuxième demi-finale |
| 28 décembre 2013 | Finale               |

### Première demi-finale
La première demi-finale aura lieu le 26 décembre.
| # | Interprète                      | Chanson             | Traduction               |
| - | ------------------------------- | ------------------- | ------------------------ |
| 1 | Luiz Ejlli                      | Kthehu              | Reviens                  |
| 2 | Rezarta Smaja                   | Në zemër            | Dans le cœur             |
| 3 | Saviana Verdha & Edmond Mancaku | Vetëm për ty        | Rien que pour toi        |
| 4 | Venera Lumani & Lindi Islami    | Natë e pare         | Première nuit            |
| 5 | Xhejn & Enxhi Kumrija           | Kur qielli qan      | Quand les cieux pleurent |
| 6 | Renis Gjoka                     | Nuk e di            | Je ne sais pas           |
| 7 | Sajmir Braho                    | Grua                | Épouse                   |
| 8 | Herciana Matmuja                | Zemërimi i një nate | Colère d'une nuit        |

### Deuxième demi-finale
La deuxième demi-finale aura lieu le 27 décembre.
| # | Interprète                       | Chanson               | Traduction               |
| - | -------------------------------- | --------------------- | ------------------------ |
| 1 | Blerina Braka                    | Mikja ime             | Mon amie                 |
| 2 | Marjeta Billo                    | Ti mungon             | Tu me manques            |
| 3 | Xhejsi Jorgaqi                   | Ëndërrat janë ëndërra | Les rêves sont les rêves |
| 4 | Klodian Kacani                   | Me ty                 | Avec toi                 |
| 5 | Frederik Ndoci                   | Një ditë shprese      | Un jour d'espoir         |
| 6 | Besiana Mehmeti & Shkodran Tolaj | Jam larg              | Je suis loin             |
| 7 | Orges Toçe                       | Jeta në orën 4        | La vie à 4 heures        |
| 8 | Lynx                             | Princesha             | Princesse                |

### Finale
La finale aura lieu le 28 décembre.
| #  | Interprète                       | Chanson               | Traduction               | A. Krajka | A. Lalo | H. Zaharian | E. Rushiti | P. Malaj | X. Spahiu | B. Lako | Total | Rang |
| -- | -------------------------------- | --------------------- | ------------------------ | --------- | ------- | ----------- | ---------- | -------- | --------- | ------- | ----- | ---- |
| 1  | Herciana Matmuja                 | Zemërimi i një nate   | Colère d'une nuit        | 8         | 12      | 7           | 8          | 10       | 12        | 12      | 69    | 1    |
| 2  | Besiana Mehmeti & Shkodran Tolaj | Jam larg              | Je suis loin             | 0         | 2       | 0           | 1          | 0        | 5         | 4       | 12    | 13   |
| 3  | Luiz Ejlli                       | Kthehu                | Reviens                  | 0         | 0       | 5           | 2          | 5        | 8         | 0       | 20    | 10   |
| 4  | Frederik Ndoci                   | Një ditë shprese      | Un jour d'espoir         | 5         | 8       | 8           | 4          | 7        | 0         | 1       | 33    | 5    |
| 5  | NA                               | Jehona                | Echo                     | 0         | 0       | 0           | 12         | 2        | 1         | 10      | 25    | 7    |
| 6  | Klodian Kaçani                   | Me ty                 | Avec toi                 | 7         | 6       | 12          | 0          | 12       | 0         | 8       | 45    | 2    |
| 7  | Venera Lumani & Lindi Islami     | Natë e pare           | Première nuit            | 10        | 10      | 3           | 10         | 4        | 0         | 0       | 37    | 4    |
| 8  | Blerina Braka                    | Mikja ime             | Mon amie                 | 6         | 0       | 0           | 0          | 0        | 10        | 0       | 16    | 12   |
| 9  | Xhejsi Jorgaqi                   | Ëndërrat janë ëndërra | Les rêves sont les rêves | 0         | 0       | 0           | 0          | 0        | 0         | 0       | 0     | 16   |
| 10 | Xhejn & Enxhi Kumrija            | Kur qielli qan        | Quand les cieux pleurent | 4         | 4       | 0           | 7          | 0        | 6         | 7       | 28    | 6    |
| 11 | Lynx                             | Princesha             | Princesse                | 0         | 0       | 1           | 0          | 3        | 0         | 2       | 6     | 15   |
| 12 | Marjeta Billo                    | Ti mungon             | Tu me manques            | 3         | 0       | 4           | 0          | 6        | 2         | 3       | 18    | 11   |
| 13 | Sajmir Braho                     | Grua                  | Épouse                   | 0         | 5       | 10          | 5          | 8        | 7         | 5       | 40    | 3    |
| 14 | Rezarta Smaja                    | Në zemër              | Dans le cœur             | 12        | 7       | 6           | 0          | 0        | 0         | 0       | 25    | 7    |
| 15 | Entela Zhula & Edmond Mancaku    | Vetëm për ty          | Rien que pour toi        | 2         | 1       | 0           | 3          | 0        | 4         | 0       | 10    | 14   |
| 16 | Renis Gjoka                      | Mjegulla              | Brouillard               | 1         | 3       | 2           | 6          | 1        | 3         | 6       | 22    | 9    |

## À l'Eurovision
L'Albanie a participé à la première demi-finale, le 6 mai 2014 mais ne s'est pas qualifié pour la finale.